# Leptomesochra nasuta
Leptomesochra nasuta är en kräftdjursart som beskrevs av Sewell 1940. Leptomesochra nasuta ingår i släktet Leptomesochra och familjen Ameiridae. Inga underarter finns listade i Catalogue of Life.